# Stora och Lilla Somens kvarn

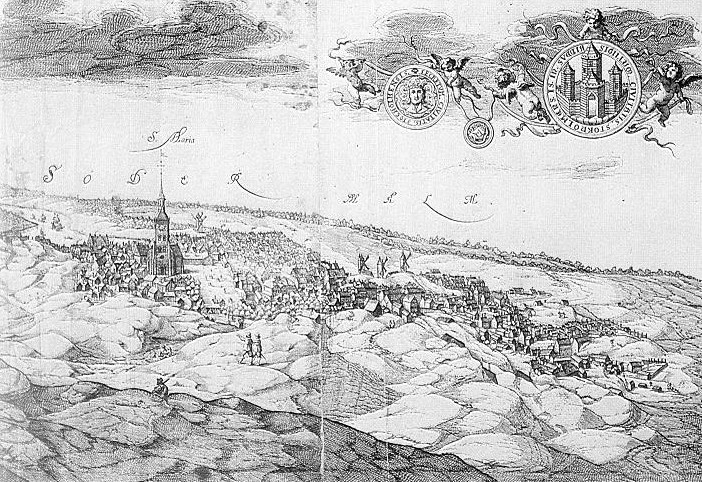
S. von Vogels del av Södermalm, 1647.

Stora och Lilla Somens kvarn var två väderkvarnar på  Södermalm i Stockholm. De låg i en grupp med en tredje, Christian Hanssons kvarn, på Kvarnbacken söder om Maria Magdalena kyrka i Maria Magdalena församling. Båda var från 1600-talet och försvann under 1800-talet. Ej att förväxla med Mårten Sommes kvarn eller Skinnarviks kvarn, som stod på Skinnarviksberget.

## Stora och Lilla Somens kvarn
- Koordinater: 59°19′00″N 18°02′09″Ö / 59.31667°N 18.03583°Ö

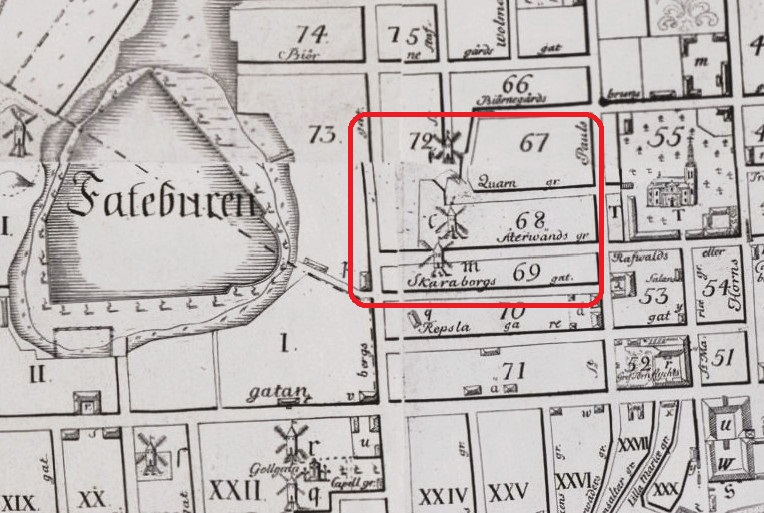
Tillaeus 1733: "Lilla Somens" (l), "Stora Somens (k) och "Christian Hanssons kvarn" (m). Norr är till höger.

Söder om Maria Magdalena kyrka fanns en grupp av väderkvarnar som är kända sedan 1480-talet. Vid slutet av dagens Kvarngatan, ungefär på platsen för nuvarande Södra Latin, fanns Kvarnberget (Quarneberget 1645, Väderkvarnsbacken 1646) med tre kvarnar i rad. De är markerade på Petrus Tillaeus karta från 1733 som: ”Stora  Somens qu.”, ”Lilla Somens qu.” och ”Cristian Hanssons”.
På Sigismund von Vogels ”Stockholmspanorama från Skinnarviksberget 1647” med del av Södermalm syns dessa tre väderkvarnar i rad strax söder om Maria Magdalena kyrka.
Ägare till kvarnarna var den tyska bagarsläkten Som (även Sohm eller Somme), genom Joachim Sohm eller möjligen brodern Mårten Sohm. Källorna är inte eniga i denna punkt.  Den mindre ”Lilla Somen” var en stolpkvarn och den större ”Stora Somen” var en holländare. På den lilla kunde man vrida hela kvarnhuset, medan på holländaren manövrerades enbart kvarnhuven med sina vingar i önskad vindriktning. Efter bagarsläktet uppkallades även Kvarnberget för ”Soms qwarn berg” (1740-tal).  Tillaeus redovisade 1733 båda kvarnar som befintliga, medan Hanssons kvarn  har en notis: ”Hwilken afbran d. 1 maj 1723”, alltså i samband med Katarinabranden 1723. Det betyder att Som-kvarnarna klarade den stora branden som förstörde Katarina kyrka samt 500 hus (varav 448 trähus) av Södermalms bebyggelse. Under 1800-talet är de inte längre med i några handlingar.

## Mårten Sommes kvarn - Skinnarviks kvarn
- Koordinater: 59°19′12″N 18°03′16″Ö / 59.32000°N 18.05444°Ö

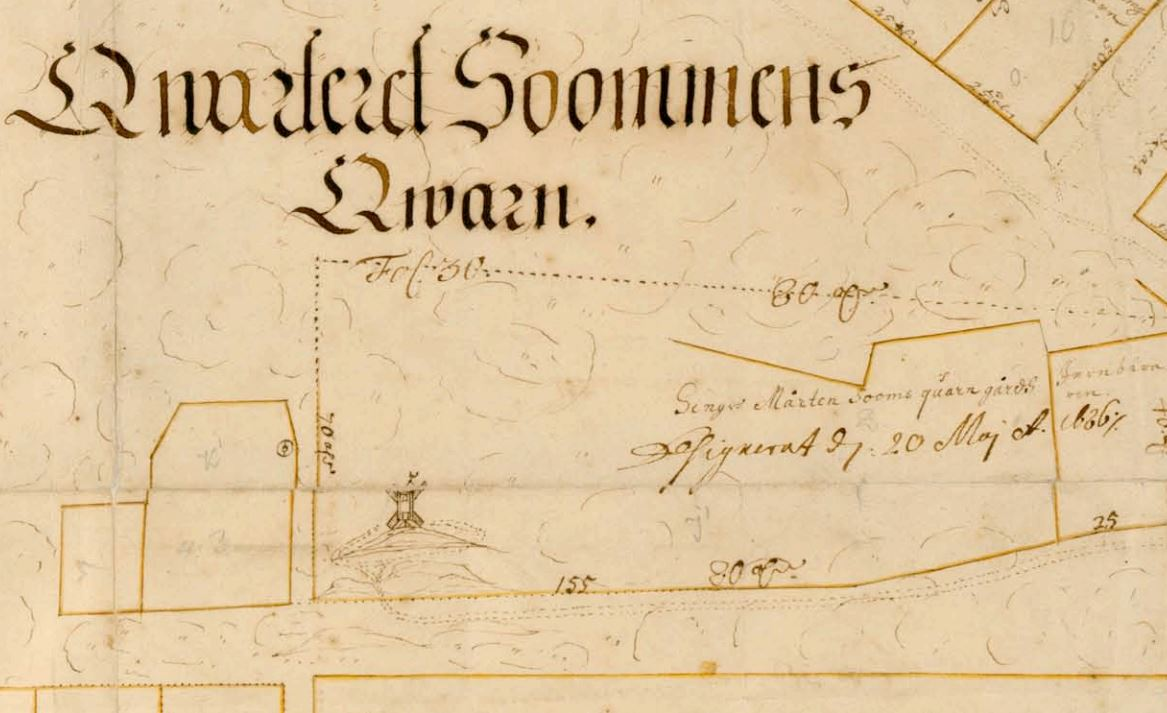
Kvarteret Somens kvarn med "Mårten Sooms quarn" i Holms tomtbok, 1679.

Bagarsläktet Som (eller Sohm) från Tyskland ägde ytterligare en kvarn på Södermalm. Den kallas ”Skinnarviks kvarn” eller ”Mårten Sommes kvarn”. Denna stolpkvarn, som även syns i Holms tomtbok (1679) och på Tillaeus karta (1733), ägdes ett tag tillsammans med en annan tysk bagare, Mårten Kammecker (se Kammeckers kvarn). 
Skinnarviks kvarn återfinns på kartor fram till 1840-talet men inte längre på Heinrich Neuhaus Stockholmspanorama från 1879, vilket innebär att kvarnen försvann någon gång mellan 1840-talet och 1879. Björn Hasselblad (Stockholmskvarter 1979) anger felaktigt att kvartersnamnet Somens kvarn på Skinnarviksberget härrör från Stora och Lilla Somens kvarn. Kvartersnamnet har sin förklaring i ”Mårten Sommes kvarn” som stod här. Kvarnplatsen motsvarar ungefär dagens adress Ludvigsbergsgatan 21.